# Émirat
 (avril 2021).
Si vous disposez d'ouvrages ou d'articles de référence ou si vous connaissez des sites web de qualité traitant du thème abordé ici, merci de compléter l'article en donnant les références utiles à sa vérifiabilité et en les liant à la section « Notes et références ».
Un émirat (en arabe : إمارة imārah) est un territoire uni politiquement qui est gouverné en principe par un émir (en arabe : أمير amīr, en français : prince). Un émirat peut avoir un statut d'État indépendant, de province d'un État souverain, ou d'État fédéré tels ceux des Émirats arabes unis qui unit sept émirats.
Le Koweït, le Qatar ou l'émirat de Dubaï sont des émirats actuels. Bahreïn était un émirat jusqu'au 14 février 2002, quand le souverain actuel a décidé de changer son titre en « Roi de Bahreïn », et le pays est devenu un royaume.
L'émirat islamique d'Afghanistan, fondé en 1996 par les Talibans, ne fut reconnu que par trois pays : le Pakistan, l'Arabie saoudite et les Émirats arabes unis. Cet émirat a perdu le pouvoir en 2001, a continué son activité en exil, et l'a récupéré en août 2021. C'est le seul émirat sans émir.

## Liste d'anciens émirats

### Europe
- Taïfa d'Albarracín (1012-1104)
- Taïfa d'Algésiras (1013-1055)
- Taïfa d'Almeria (1012-1091 ; 1145-1147)
- Taïfa d'Alpuente (1018-1103)
- Taïfa d'Arcos de la Frontera (1011-1068 ; 1091-1101 ; 1143-1145)
- Taïfa d'Arjona (es) (1232-1244)
- Taïfa de Badajoz (1013-1094 ; 1144-1151)
- Taïfa de Baeza (en) (1224-1226)
- Taïfa de Balansiya (1010-1065 ; 1094-1102 ; 1145-1172 ; 1228/1229-1238)
- Émirat de Bari (847-871)
- Taïfa de Beja et Évora (es) (1144-1150)
- Taïfa de Calatayud (1046-1055)
- Taïfa de Carmona (1013-1067)
- Taïfa de Ceuta (en) (1061-1084)
- Taïfa de Constantina et Hornachuelos (en) (1143-1150)
- Émirat de Cordoue (756-929)
- Émirat de Crète (v.824 ou 827/828-961)
- Taïfa de Dénia (1010-1076)
- Émirat de Fraxinetum (887-972)
- Émirat du Garigliano (ca) (883-915)
- Émirat de Gibraltar (es) (1340-1462)
- Émirat de Grenade (1238-1492)
- Taïfa de Grenade (1012-1090)
- Taïfa de Guadix et Baza (en) (1145-1151)
- Taïfa de Huesca (nl) (1046/1047-1048)
- Taïfa de Jaén (en) (1145-1168)
- Taïfa de Jerez (en) (1145-1145)
- Taïfa de Jérica (es) (1065-1075)
- Taïfa de Lérida (1031/1036-1102)
- Taïfa de Lisbonne (en) (1022-1034)
- Taïfa de Lorca (en) (1228-1250)
- Taïfa de Majorque (en) (1018-1203)
- Taïfa de Málaga (1026-1239)
- Émirat de Malte (870-1091)
- Taïfa de Melilla (es) (1030-1079)
- Taïfa de Mértola (1033-1110)
- Taïfa de Minorque (en) (1228–1287)
- Taïfa de Molina (en) (v.1080–1100)
- Taïfa de Moron (1010-1066)
- Taïfa de Murcie (1011-1091 ; 1145–1171 ; 1223–1300/1305)
- Taïfa de Murviedro et Sagunto (en) (1086–1092)
- Taïfa de Niebla (1023-1053 ; 1145–1150 ; 1234–1262)
- Taïfa d'Orihuela (en) (1239–1249)
- Taïfa de Purchena (en) (1145–1150)
- Taïfa de Ronda (1030-1065)
- Taïfa de Rueda (nl) (1110-1139)
- Taïfa de Saltés et Huelva (en) (1012–1051)
- Taïfa de Santa Maria del Algarve (1018-1052)
- Taïfa de Santarém (en) (1144–1145)
- Taïfa de Saragosse (1018-1110)
- Taïfa de Segorbe (es) (1055–1075)
- Taïfa de Segura (en) (1147–1150)
- Taïfa de Séville (1023-1091)
- Émirat de Sicile (831-1091)
- Taïfa de Silves (1239–1249)
- Taïfa de Talavera de la Reina (es) (1073–1080)
- Émirat de Tarente (it) (840-883)
- Taïfa de Tavira (en) (1146–1150)
- Taïfa de Tejada (en) (1146–1150)
- Taïfa de Tolède (1023-1085)
- Taïfa de Tortosa (1010-1076)
- Taïfa de Tudela (it) (1031–1040)
- Émirat de Xibrana (ca) (1148/1149-1153/1154)

### Afrique
- État d'Abdelkader (1832-1847)
- Émirat de l'Adamaoua (1809-1903)
- Émirat de l'Adrar (XVIIIe siècle-1932)
- Émirat aghlabide (800-909)
- Émirat des Banu Talis (en) (1228-1551)
- Émirat de Brakna (ca) (XIVe siècle-1919)
- Émirat de Cyrénaïque (1919–1922 ; 1949-1951)
- Émirat maghraoua de Fès (ca) (980-1069)
- Émirat d'Harar (1647-1887)
- Émirat du Liptako (1809-1897)
- Émirat de Nekor (710-1019)
- Émirat de Say (1825-1894)
- Émirat de Sijilmassa (758-1055)
- Émirat de Shabiya (1535-1560)
- Émirat de Tagant (ar) (XVIIe siècle-1905)
- Émirat maghraoua de Tlemcen (ca) (788/789-979)
- Émirat sufrite de Tlemcen (742-790)
- Émirat toulounide (868-905)
- Émirat du Trarza (en) (1640-1902)
- Émirat maghraoua de Tripoli (1001-1146)
- Émirat de Zab (en) (XIVe siècle-1402)
- Émirat de Zabarma (1860-1897)

### Asie
- Émirat d'Abou Arish (XIXe siècle-?)
- Émirat d'Al Aidh (en) (1833-1919)
- Émirat alavide (864-928)
- Émirat d'Al Breik (ar) (1751-1866)
- Émirat d'Al-Hassa (1669/1670-1793)
- Émirat d'Alep (945-1260)
- Émirat d'Al Kassad (ar) (1703-1884)
- Émirat d'Al Muammar (ar) (850-1173)
- Émirat d'Arran (941-957)
- Émirat idrisside d'Asir (1910-1934)
- Émirat d'Athr (ca) (850-1173)
- Émirat d'Aydın (1308-1390/1426)
- Émirat d'Afghanistan (1823-1926 ; 1929-1929)
- Émirat de Bafra (en) (XIVe siècle-1460)
- Émirat de Bandar al-Raq (ar) (XVIIIe siècle-1769)
- État de Bani Hatem (ar) (1101-1174)
- Émirat de Bani Masara (ar) (?-?)
- Émirat islamique du Badakhshan (en) (1996-1996)
- Émirat de Bahreïn (1971-2002)
- Émirat de Beihan (1680-1967)
- Émirat du Bengale (ur) (1827-1831)
- Émirat de Boukhara (1785-1920)
- Émirat bouyide (932/945–1055)
- Émirat de Buraydah (ru) (XIVe siècle-1919)
- Émirat islamique du Kurdistan (1994-2003)
- Émirat de Damas (635-1260)
- Émirat de Dariya (1744-1818)
- Émirat de Dhala (XIXe siècle-1967)
- Émirat dulafide (v.800–897/898)
- Émirat de Germiyan (1300-1429)
- Émirat de Haïl (1835-1921)
- Émirat hamdanide (895-1003)
- Émirat ikhchidide (935-969)
- Émirat jabride (en) (1417–1524)
- Émirat de Kachgarie (1866-1876)
- Émirat karamanide (v.1250-1483)
- Émirat de Karasi (v.1303-1345)
- Émirat de Karategin (?-?)
- Émirat du Khab (it) (1690-1923)
- Émirat islamique de Kunar (en) (1991-1991)
- Chérifat de La Mecque (968-1925)
- Émirat de Manzikert (v.860-964)
- Émirat de Marand (v.780-850)
- Chérifat de Médine (en) (976-XVe siècle)
- Émirat de Menteşe (1260-1424)
- Émirat de Mikhlaf (ca) (XIIIe siècle-1801)
- Émirat de Multan (?-1010)
- Émirat du Nedjd (1824-1891)
- Émirat du Nedjd et du Hassa (1902-1921)
- Émirat islamique de Rafah (en) (2009-2009)
- Émirat saffaride (861-1003)
- Émirat sajide (889-929)
- Émirat samanide (819-1005)
- Émirat de Saruhan (1275-1410)
- Émirat de Soran (?-1835)
- Émirat tahiride (820-872)
- Émirat toulounide (868-905)
- Émirat de Transjordanie (1921-1946)
- Émirat uqaylide (990-1096)
- Émirat zengide (1127-1250)
- Émirat ziyaride (927-XIe siècle)
- Émirat de Zubayr (?-?)
- Émirat zurayide (1083-1174)

### Caucase
- Émirat d'Ani (es) (1071-1123)
- Émirat d'Arménie (653-884)
- Émirat d'Arzen (ca) (813-898)
- Émirat de Bahdinan (1376-1843)
- Émirat du Caucase du Nord (en) (1919-1920)
- Émirat de Derbent (en) (869-1225)
- Émirat de Goghtn (en) (Xe siècle)
- Émirat de Hezo (tr) (XIe siècle-XVIe siècle)
- Émirat de Tbilissi (736-1080/1122)
- Émirat de Zaravand (en) (IXe siècle-XIe siècle)
- Émirat de Zarehavan (ca) (VIIIe siècle-1054)